# Pace di Cambrai

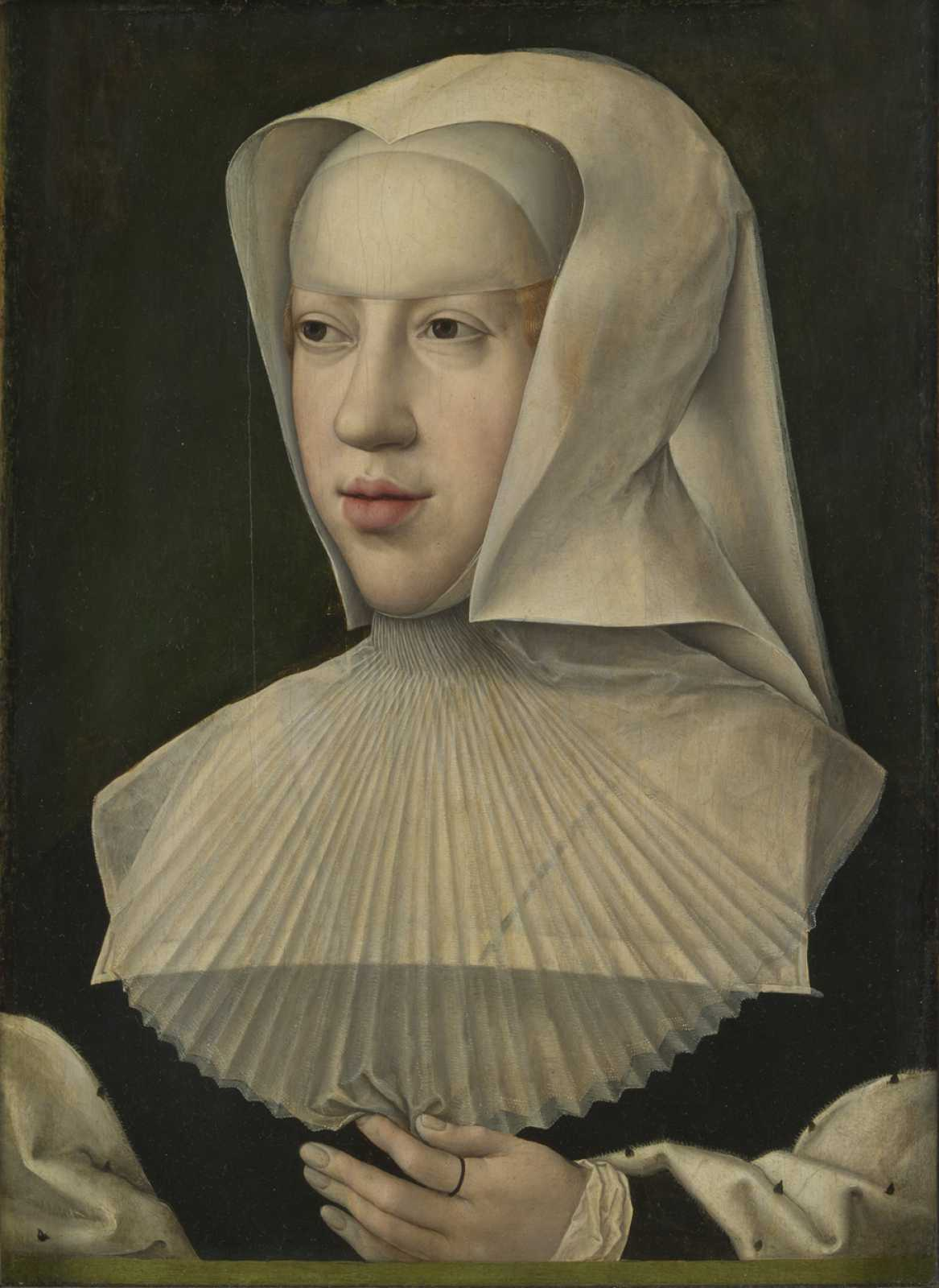
Margherita d'Asburgo (1480-1530)

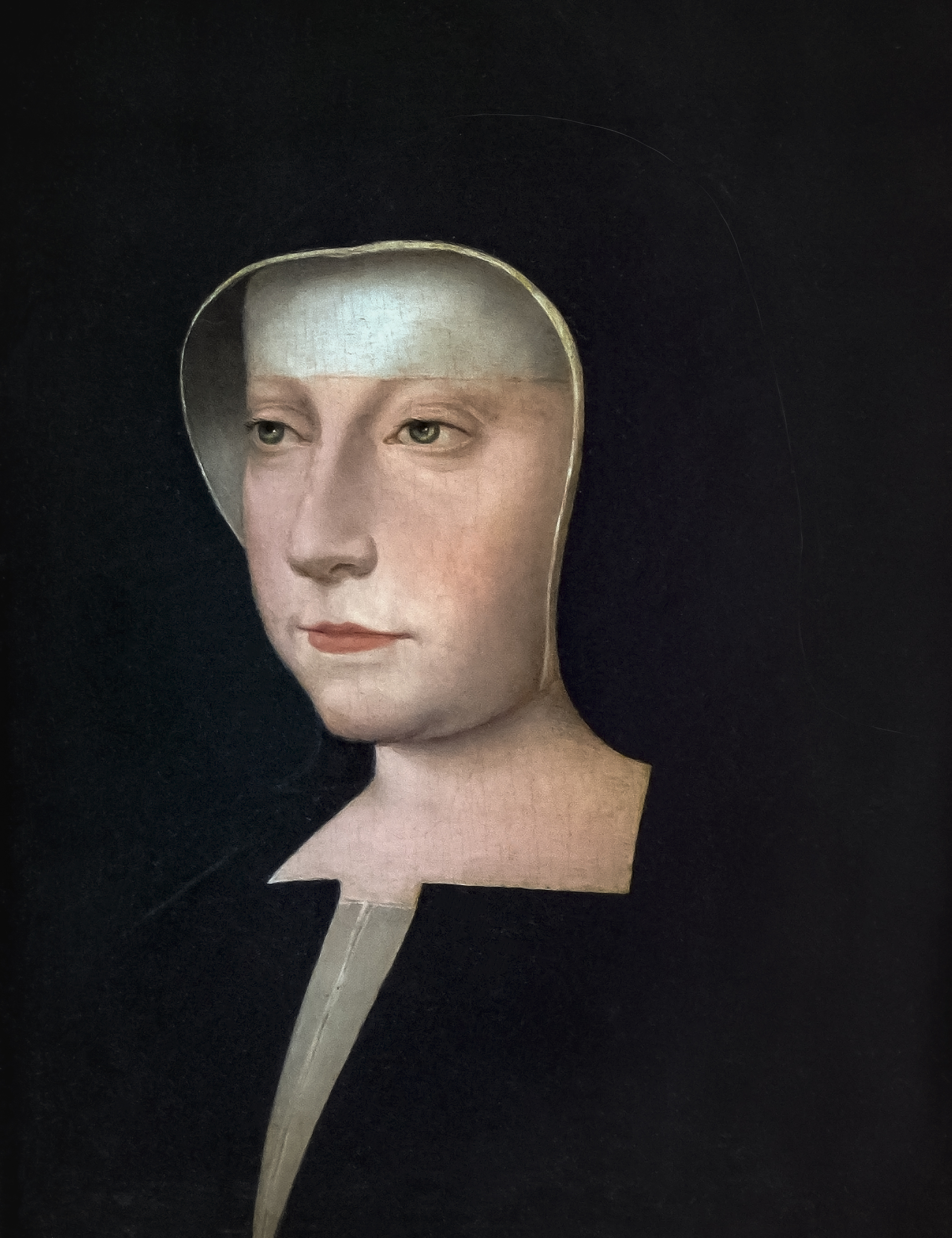
Luisa di Savoia

La pace di Cambrai, o pace delle due dame, fu un accordo tra Francesco I di Valois e Carlo V d'Asburgo, rispettivamente sovrani di Francia l'uno e Spagna, Austria e Germania l'altro, firmato il 3 agosto 1529 nell'omonima località della Francia settentrionale: ciò pose fine alla guerra della Lega di Cognac.

## Contesto
La pace di Cambrai modificò a vantaggio della Francia il precedente trattato di Madrid del 1526: la Borgogna rimase unita alla Francia e Carlo V d'Asburgo liberò i due figli di Francesco I, fino ad allora ostaggi degli austro-spagnoli.
Anche il re d'Inghilterra Enrico VIII prese parte alla pacificazione di Cambrai, mentre papa Clemente VII aveva già firmato il trattato di Barcellona con Carlo V.
La pace di Cambrai e la successiva pace di Cateau-Cambrésis del 1559 porranno le basi della dominazione spagnola sull'Italia meridionale e il Ducato di Milano